# Milan Traikovits
Milan Traikovits (griechisch Μίλαν Τραΐκοβιτς; serbisch Милан Трајковић Milan Trajković; englisch Milan Trajkovic; * 17. September 1992 in Surdulica, Bundesrepublik Jugoslawien) ist ein zypriotischer Hürdenläufer serbischer Herkunft, der sich auf den 110-Meter-Hürdenlauf spezialisiert hat. Er emigrierte 2001 mit seinen Eltern aufgrund des Bürgerkrieges nach Zypern. 2019 wurde er Halleneuropameister im 60-Meter-Hürdenlauf.

## Sportliche Laufbahn
Erste internationale Erfahrungen sammelte Mílan Traíkovits im Jahr 2011, als er bei den Junioreneuropameisterschaften in Tallinn das Halbfinale erreichte und dort mit 14,49 s ausschied. Zwei Jahre später qualifizierte er sich über 60 m Hürden für die Halleneuropameisterschaften in Göteborg, bei denen er mit 7,95 s in der ersten Runde ausschied. Anschließend gewann er bei den Spielen der kleinen Staaten Europas (GSSE) in Luxemburg in 14,03 s die Goldmedaille. Er nahm auch an den U23-Europameisterschaften in Tampere teil und belegte dort in 14,22 s den achten Platz. 2014 nahm er erstmals an den Commonwealth Games in Glasgow teil und schied dort mit 13,95 s in der ersten Runde aus, wie auch anschließend bei den Europameisterschaften in Zürich mit 13,78 s. Im Jahr darauf siegte er bei den Balkan-Hallenmeisterschaften in Istanbul in 7,87 s über 60 m Hürden und kam kurz darauf bei den Halleneuropameisterschaften in Prag mit 7,83 s nicht über die Vorrunde hinaus. Im Juli nahm er an der Sommer-Universiade im südkoreanischen Gwangju teil und klassierte sich dort mit 13,78 s auf dem sechsten Platz und siegte dann bei den Balkan-Meisterschaften in Pitești in 14,23 s. Zudem siegte er erneut bei den GSSE in Reykjavík in 13,86 s im Hürdensprint und gewann mit der zyprischen 4-mal-400-Meter-Staffel in 3:17,86 min die Silbermedaille. 2016 belegte er bei den Europameisterschaften in Amsterdam in 13,44 s den fünften Platz und qualifizierte sich damit auch für die Olympischen Spiele in Rio de Janeiro, bei denen er überraschend bis in das Finale gelangte und dort in 13,41 s den siebten Platz belegte.
2017 siegte er in 7,63 s erneut bei den Balkan-Hallenmeisterschaften in Belgrad und kurz darauf erreichte er bei den Halleneuropameisterschaften ebendort in 7,60 s den sechsten Platz. Im August gelangte er bei den Weltmeisterschaften in London bis in das Halbfinale und schied dort mit 13,32 s aus. Kurz zuvor stellte er ebenfalls in London mit 13,26 s einen neuen Landesrekord auf. Im Jahr darauf gelangte er bei den Hallenweltmeisterschaften in Birmingham bis in das Finale und wurde dort wegen eines Fehlstarts disqualifiziert. Anfang April belegte er dann bei den Commonwealth Games im australischen Gold Coast in 13,42 s den vierten Platz. Anschließend schied er dann bei den Europameisterschaften in Berlin mit 13,58 s im Halbfinale aus. 2019 wurde er in Glasgow in 7,60 s Halleneuropameister im 60-Meter-Hürdenlauf. Anfang Oktober erreichte er bei den Weltmeisterschaften in Doha das Finale, in dem er mit 13,87 s den achten Platz belegte. 2021 schied er dann bei den Halleneuropameisterschaften in Toruń mit 7,78 s im Halbfinale aus. Im August gelangte er bei den Olympischen Spielen in Tokio bis ins Halbfinale und schied dort mit 14,01 s aus. Während der Eröffnungsfeier der Spiele war er, gemeinsam mit der Schützin Andri Eleftheriou, der Fahnenträger seiner Nation.
2022 erreichte er bei den Hallenweltmeisterschaften in Belgrad das Finale über 60 m Hürden und klassierte sich dort mit 7,62 s auf dem siebten Platz. Anfang Juli startete er bei den Mittelmeerspielen in Oran und siegte dort in 13,34 s. Anschließend schied er bei den Weltmeisterschaften in Eugene mit 13,49 s im Halbfinale aus und gelangte dann bei den Commonwealth Games in Birmingham mit 13,49 s auf Rang sechs, ehe er bei den Europameisterschaften in München mit 13,54 s im Semifinale ausschied. Im Jahr darauf schied er bei den Halleneuropameisterschaften in Istanbul mit 7,73 s im Halbfinale über 60 m Hürden aus. Im Juni wurde er bei der 2. Liga der Team-Europameisterschaft im Rahmen der Europaspiele in Chorzów in 13,38 s Erster und sicherte sich damit ligenübergreifend die Silbermedaille hinter dem Schweizer Jason Joseph. Im Juli siegte er in 13,28 s bei den Balkan-Meisterschaften in Kraljevo und schied dann bei den Weltmeisterschaften in Budapest mit 13,33 s im Halbfinale aus. 2024 belegte er bei den Hallenweltmeisterschaften in Glasgow in 7,59 s den achten Platz über 60 m Hürden und im Juni schied er bei den Europameisterschaften in Rom mit 13,47 s im Halbfinale über 110 m Hürden aus. Anschließend siegte er in 13,39 s beim Memoriał Ireny Szewińskiej und schied dann im August bei den Olympischen Sommerspielen in Paris mit 13,32 s im Semifinale aus. 2025 wurde er bei der 2. Liga der Team-Europameisterschaft in Maribor in 13,75 s Vierter über 110 m Hürden und gelangte mit der 4-mal-100-Meter-Staffel mit 40,12 s auf Rang sieben im B-Lauf. Anschließend gewann er bei den Balkan-Meisterschaften in Volos in 13,75 s die Bronzemedaille hinter dem Ukrainer Dmytro Bahinskyj und Filip Jakob Demšar aus Slowenien. 
In den Jahren 2013 und 2014 sowie von 2016 bis 2018 und von 2021 bis 2025 wurde Traíkovitz zyprischer Meister im 110-Meter-Hürdenlauf. Er ist Student an der Technischen Universität Zypern.

## Persönliche Bestzeiten
- 110 m Hürden: 13,25 s (0,0 m/s), 9. Juli 2017 in London (zyprischer Rekord)
  - 60 m Hürden (Halle): 7,51 s, 4. März 2018 in Birmingham (zyprischer Rekord)